# 巴哈奇夫卡 (茲韋尼霍羅德卡區)
49°3′15″N 31°5′49″E / 49.05417°N 31.09694°E
巴哈奇夫卡（烏克蘭語：Багачівка）是位於烏克蘭中部的村莊，由切爾卡瑟州茲韋尼霍羅德卡區的茲韋尼霍羅德卡市鎮負責管轄。該村始建於1546年，面積2.35平方公里，海拔高度139米，2009年人口730，人口密度每平方公里317.4人。